# Corde noire
En physique théorique, la corde noire est la généralisation en plus hautes dimensions (D>4) d'un trou noir où l'horizon des événements est topologiquement équivalent à S1 × S² et où l'espace-temps est asymptotiquement Md-1 × S1.